# Coptomia masoalae
Coptomia masoalae är en skalbaggsart som beskrevs av Renaud Maurice Adrien Paulian 1991. Coptomia masoalae ingår i släktet Coptomia och familjen Cetoniidae. Inga underarter finns listade i Catalogue of Life.